# Anomala ennia
Anomala ennia är en skalbaggsart som beskrevs av Ohaus 1925. Anomala ennia ingår i släktet Anomala och familjen Rutelidae. Inga underarter finns listade i Catalogue of Life.